# 코너 갤러거
코너 존 갤러거(영어: Conor John Gallagher, 2000년 2월 6일 ~ )는 잉글랜드의 축구 선수이다. 포지션은 미드필더이며, 현재 아틀레티코 마드리드에서 뛰고 있다.

### 2022-23시즌
크리스탈 팰리스에서의 임대는 성공적이였고 토마스 투헬 감독 눈에 들 정도로 충분하였다. 언론에 따르면 코너 갤러거는 첼시 1군 합류를 눈 앞에 두고 있다고 한다.
미국에서의 프리시즌 경기인 클루브 아메리카전 선발 라인업에 올라갔다, 등번호는 임시로 38번을 달았다.
또 하나의 친선경기인 샬럿 FC전에서는 페널티킥 키커로 나섰지만, 황당한 파넨카킥으로 실축을 범했다
이후 등번호를 팰리스 임대 시절 사용하던 23번으로 확정지었다.